# Latin Lover
Latin Lover é uma telenovela erótica venezuelana exibida em 2001 pela Venevisión.

## Elenco
- Julian Diaz-- Latin Lover
- Riccardo Dalmacci-- Samuel Moreira Ventura
- Andrea Montenegro-- Claudia Fuentes
- Juan Carlos Salazar-- Rafael Carballo
- Paola Martínez-- Bárbara Mongrut
- Fernando Gaviria-- Gabriel
- Natalia Villaveces-- Débora Bacigalupo
- Mónica Domínguez-- Jacqueline Robinson
- Milene Vásquez-- Annie